# Parectinocera inaequalis
Parectinocera inaequalis är en tvåvingeart som först beskrevs av Malloch 1933.  Parectinocera inaequalis ingår i släktet Parectinocera och familjen kärrflugor. Inga underarter finns listade i Catalogue of Life.